# Isabella Novik
Isabella Novik (1971) é uma matemática Robert R. & Elaine F. Phelps Professor in Mathematics da Universidade de Washington. Suas áreas de pesquisa são combinatória algébrica e combinatória poliédrica.
Novik obteve um doutorado em 1999 na Universidade Hebraica de Jerusalém, orientada por Gil Kalai. Sua tese de doutorado, Face Numbers of Polytopes and Manifolds, ganhou o Haim Nessyahu Prize in Mathematics, um prêmio israelense para a melhor tese de doutorado anual em matemática.
Foi Alfred P. Sloan Research Fellow em 2006–2008. Foi eleita membro da classe de 2017 de fellows da American Mathematical Society, "for contributions to algebraic and geometric combinatorics".